# Pistacia mexicana
Pistacia mexicana är en sumakväxtart som beskrevs av Carl Sigismund Kunth. Pistacia mexicana ingår i släktet Pistacia och familjen sumakväxter. IUCN kategoriserar arten globalt som sårbar. Inga underarter finns listade i Catalogue of Life.